# Näse gård, Borgå
Näse gård (finska: Näsin kartano) är en herrgård i Borgå i det finländska landskapet Nyland. 
Gården, som ligger nära Borgås gamla stad invid Mannerheimgatans bro och Borgå å, hörde till de tio största herrgårdarna i Nyland på 1500-talet.
På Näsebacken ligger Näse sten, ett stort flyttblock, som i århundraden har varit medelpunkten för olika friluftstillställningar. Nuförtiden används gården för Borgå stads kulturverksamhet.

## Historia
Gårdens namn kommer från dess läge på Borgå ås branta näs. Näse gård omnämns första gången i skriftliga källor redan år 1421. År 1526 bodde Henrik Skrivare på Näse gård. Skrivare adlades år 1530 och använde även namnet Henrik Eriksson Risbit. Under medeltiden var Näse gård en av de största herrgårdarna i Östra Nyland. Det fanns elva landbohemman som lydde under Näse gård i mitten av 1500-talet. Sveriges kung Gustav Vasa övernattade på gården år 1555.
Näse gårds huvudbyggnad brändes ner under stora ofreden år 1708. Gården var då i general Georg Johan Maidels ägo. Maidel avled 1710 och hans änka Helena Creutz hyrde ut gården till handelsmannen Ström.
År 1813 pantsatte major Fredrik Adolf Ramsay gården till köpmannen Johan Holm. Hans son Näse-Jutte blev gårdens mest kända ägare. Hela gårdsområdet kvarstod i Näse gårds ägo ända fram till 1800-talet, även om Borgå stad sedan 1600-talet hade önskat utvidga sina områden till Näse. Borgmästare Carl Magnus Holm, Näse-Juttes son, var den sista privata ägare till Näse gård innan den övergick till Borgå stads ägo år 1883. Därefter har Näse gård varit uthyrd som bostad, kontor och utställningslokal.
Särprägeln i Näse gårds åkermarker består av den stora mängden stenmurar. Näse-Jutte lät bygga femton kilometer stenmurar runt sina åkrar.
På Näse gårds forna marker utbyggdes mellan 1966 och 1975 stadsdelen Näseporten. Gården överlämnade sina marker när Näse begravningsplats grundades. Begravningsplatsen är en av Finlands äldsta som ligger utanför en stad.

## Akitektur

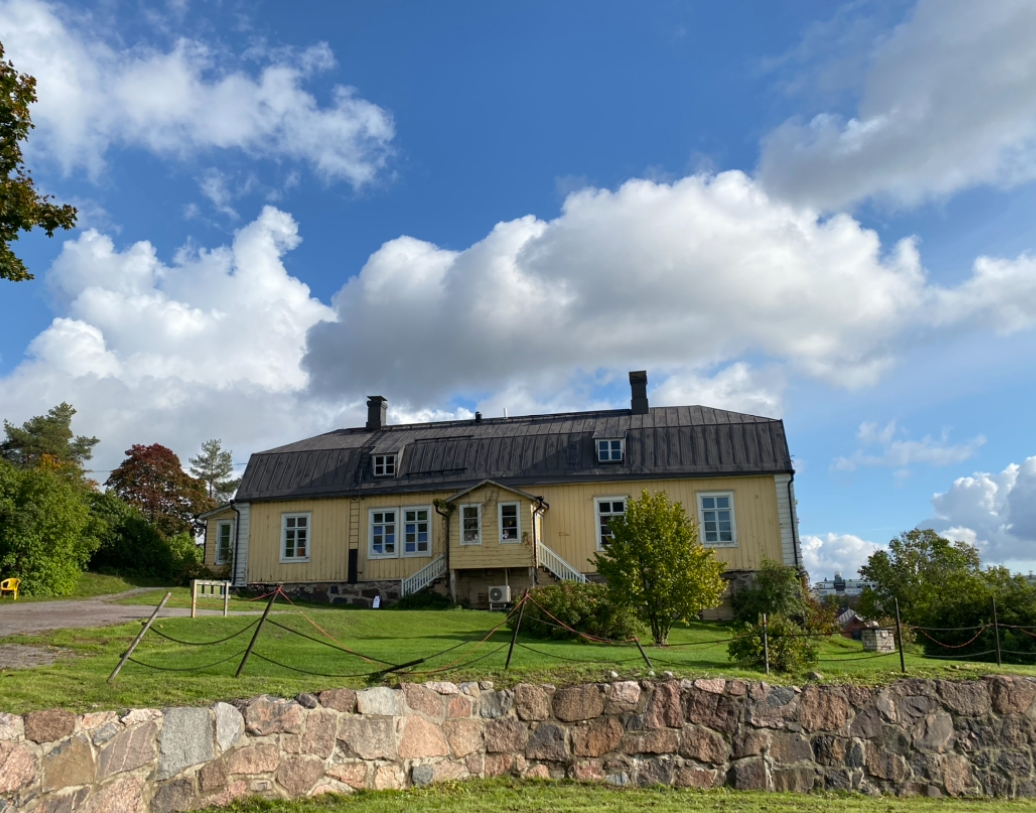
Näse gårds ingång.

Det exakta byggnadsåret för den nuvarande huvudbyggnaden är okänt, men det har framförts att tidpunkten antingen är i slutet av 1700-talet eller mellan 1810 och 1830. Gårdens arkitektur hänvisar till 1700-talets gustavianska stil. Även planritningen, brädfodringssättet och byggnadens exteriör påminner om arkitekturen i slutet av 1700-talet. Arkitekturen följer herrgårdstraditioner som utformats av modellritningar av militärhusen. Byggnaden har ett mansardtak som är typiskt för 1700-talet.
Jämfört med andra herrgårdar visar Näse gård tydliga likheter med flera gustavianska herrgårdar som uppfördes på 1760–1770-talen. Näse gård skiljer sig markant från herrgårdar som byggdes under 1800-talet, exempelvis  Stensböle gård som planerades 1814–1815 och har en tydlig nyklassisk stil. En tydlig skillnad är den yttre brädfodringen: stående panel blev populärt på 1810-talet, medan Näse gård har liggande panel enligt gustaviansk stil.
De äldsta delarna av sidobyggnaden och uthusen härstammar från Näse-Juttes tid i början av 1800-talet. Den äldsta ritningen om den nuvarande gårdsbyggnaden är A. Karls planritning från år 1927. Måtten för Näse huvudbyggnad är enligt 1887 års brandförsäkringsdokument 43 alnar x 13 1/3 alnar (25 meter x 8 meter) och byggnadens mått har inte ändrats sedan dess. I Borgå stadskarta från 1652 var Näse gård i stort sett på sin nuvarande plats. Uppgifter om tidigare gårdsbyggnader som föregick den nuvarande huvudbyggnaden finns inte kvar.